# Завада (Хумење)
Завада (слч. Závada) насељено је мјесто са административним статусом сеоске општине (слч. obec) у округу Хумење, у Прешовском крају, Словачка Република.

## Становништво
| Година:    | 1994. | 2004.    | 2014.   | 2024.   |
| ---------- | ----- | -------- | ------- | ------- |
| Број људи: | 94    | 77       | 76      | 73      |
| Разлика:   |       | -18,08 % | -1,29 % | -3,94 % |

| Година:    | 2023. | 2024.   |
| ---------- | ----- | ------- |
| Број људи: | 69    | 73      |
| Разлика:   |       | +5,79 % |

Према подацима о броју становника из 2024. године насеље је имало 73 становника.